# 존 스텝슨
존 스티븐슨(John Stephenson, 1923년 8월 9일 ~ 2015년 5월 15일)은 미국의 배우이다.
커노샤에서 태어났으며 로스앤젤레스에서 사망하였다. 사인은 알츠하이머병이다.

## 영화
- 모차르트: 프라하의 서곡 (2017년)
- 더 크리스마스 캔들 (2013년)
- 모래요정과 아이들 (2004년)
- 동물 농장 (1999년)